# Корчагин, Сергей Викторович
Сергей Викторович Корчагин (родился 28 июля 1975 года, Куйбышев, РСФСР, СССР) — российский футболист, полузащитник.

## Карьера
Воспитанник самарского футбола. В 1995—1998 годах играл за «Крылья Советов», выступавшие на тот момент в высшей лиге. 10 июня 1995 года в матче против московского ЦСКА дебютировал в чемпионате России. Всего в высшей лиге провёл 18 матчей. После ухода из «Крыльев Советов» сыграл два сезона за «Балаково» и по одному за любительские клубы «Локомотив» Самара и «Юнит», после чего закончил карьеру игрока.